# P.J.クルック
パメーラ・ジューン・クルック（Pamela June Crook, MBE、1945年 - ）は、イングランド出身の女性画家、アートデザイナー、造形作家。アーティスト名「P.J. Crook」。
プログレッシブ・ロックバンド「キング・クリムゾン」のカバーアートでも知られる、現代女流芸術家。2011年、大英帝国勲章叙勲。

## 人物
主に、画家を職業とする女流芸術家。イングランド・グロスタシャー州チェルトナム出身。
地元の美術校に進学し「染織」の分野を専攻。卒業後ロンドンでテキスタイルデザイナーとして活動するも、結婚を契機に仕事を休止する。その後、子育て中の余暇で絵を描いていた事が創作意欲を触発し、改めて芸術家として活動を再開した。
以後、1970年代末頃のグループ展から作品を出展するようになり、母国のロンドンをはじめ、フランス、米国、カナダ、エストニアなどのギャラリーで絵画の美術展を展開している。
日本では、1990年代半ばに実業家・諸橋廷蔵が作品を買い付けて以来 交流が生まれ、同氏が設立した「諸橋近代美術館」を拠点に2001年から展示を開始し来日も果たした。以降も続けて2006年・2012年・2016年および2018年に回顧展を開催。同年9月には17年ぶりに再来日し、同館で講演などを行った。

## パトロン
母国では美術・芸術に関する機関を支援しており、「ウェスト・オブ・イングランド王立芸術アカデミー」など複数のアートクラブのメンバーでもある。母校であるグロスターシャー大学から名誉博士号が贈られ、姓名「Crook」が新設した寮の名称にも採用されている。同州の大使やカレッジ名誉副会長、芸術著作権協会の管理職も務めている。これまでの高い業績を評価され、2011年には大英帝国勲章（MBE）を叙勲した。
【主な支援先】
- ナショナル・スター大学
- Linc（白血病＆化学療法基金）
- チェルトナム・オープンスタジオ
- Art Shape（芸術機関）
- ディーン彫刻の森

## アート
クルックの絵画の多くは、現代の人々で賑わう場所・群集・人物画などが主体で、動物やファンタジーがテーマの作品もある。画風は"半立体的"であり、変形キャンパスを用いて額縁にまで描く事などを特徴とする。日本の所蔵先である諸橋近代美術館では、「自身の体験や記憶を基に身近なモチーフを組み合わせて、シュルレアリスティックな光景を描く」と紹介している。
- ジャポニカ・シリーズ

親交のあった諸橋近代美術館館長・諸橋廷蔵が2003年に亡くなり、作品「ジャポニカ」を追悼の意を込め同館に寄贈。以来ジャポニカ・シリーズと銘打った、日本の文化を題材にした作品を発表している。
- アルバム・アートワーク

英ロックミュージシャン ロバート・フリップは彼女の作品を気に入り、1997年以降から自身が主宰するロックバンド「キング・クリムゾン」作品のカバーアートに採用し続けている。また、クルックの個展などでは、両者のコラボレーションも実現している。

## カバーアート提供作品一覧

### キング・クリムゾン
King Crimson
スタジオアルバム
- 『ザ・パワー・トゥ・ビリーヴ』  The Power to Believe（2003年）
- 『ザ・リコンストラクション・オブ・ライト』  The ReConstruKction of Light（2019年）- アルバム『ザ・コンストラクション・オブ・ライト』40周年記念バージョン[10]

ライブアルバム・EP
- 『エピタフ -1969年の追憶-』  Epitaph（1997年）
- 『ザ・ナイトウォッチ -夜を支配した人々-』  The Night Watch（1998年）
- 『アブセント・ラヴァーズ』  Absent Lovers: Live in Montreal（1998年）
- 『サーカス〜ザ・ヤング・パーソンズ・ガイト・トゥ・キング・クリムゾン〈ライヴ〉〜』  Cirkus: The Young Persons' Guide to King Crimson Live（1999年）
- 『ヘヴィ・コンストラクション』  Heavy ConstruKction（2000年）
- 『ヴルーム・ヴルーム』  Vrooom Vrooom（2001年）
- 『レヴェル・ファイブ』  Level Five（2001年）
- 『しょうがない』  Happy with What You Have to Be Happy With（2002年）
- 『レディース・オブ・ザ・ロード』  Ladies of the Road（2002年）
- 『エレクトリック』  EleKtrik: Live in Japan（2003年）
- 『ザ・グレート・ディシーヴァー VOL.1・VOL.2』  The Great Deceiver（2007年） - 再発盤
- 『ハッピー・ウィズ・ホワット・ユー・ハフ・トゥ・ビー・ハッピー・ウィズ / レヴェル・ファイヴ / エレクトリック：ライヴ・イン・ジャパン』  Happy With What You Have To Be Happy With / Level Five / Elektrik（2021年） - 3作再発盤BOXセット

コンピレーション
- The Power to Believe Tour Box（2003年）
- 『濃縮キング・クリムゾン』  The 21st Century Guide to King Crimson – Volume One – 1969–1974 / The 21st Century Guide to King Crimson – Volume Two – 1981–2003（2006年）
- 『ジ・エレメンツ・オブ・キング・クリムゾン 2015』  The Elements of King Crimson Tour Box 2015（2015年）
- 『ヘヴン&アース 1997-2008』  Heaven & Earth（2019年）

ライブビデオ
- 『デジャ・ブルーム』  Déjà Vrooom（1999年）
- 『アイズ・ワイド・オープン』  Eyes Wide Open（2003年）
- 『ニール・アンド・ジャック・アンド・ミー』  Neal and Jack and Me（2004年）
- Live in Argentina 1994（2012年）

### プロジェクト
ProjeKcts
- プロジェクト1：Live at the Jazz Café（1998年）
- プロジェクト3：Masque（1999年）
- The ProjeKcts（1999年）
- The Deception of the Thrush: A Beginners' Guide to ProjeKcts（1999年）
- ア・キング・クリムゾン・プロジェクト：Jakszyk, Fripp and Collins - A Scarcity of Miracles（2011年）

## 書籍
ペーパーバック
- P.J.Crook: A Retrospective 1980-1995（1996年）
- The Dialects of England（2000年）
- P J Crook（2003年）
- Leader to Leader（2013年）